# Aranyfejű kecskepapagáj
Az aranyfejű kecskepapagáj (Cyanoramphus auriceps), korábban ugráló papagáj,  a madarak osztályának a papagájalakúak (Psittaciformes) rendjéhez, ezen belül a szakállaspapagáj-félék (Psittaculidae) családjához tartozó faj.

## Előfordulása
Új-Zéland és a környező szigetek területén honos. Erdők lakója.

## Megjelenése
Testhossza 23 centiméter, testtömege 55 gramm. Tollazatának alapszíne zöld, a fejtető aranysárga és egy skarlátpiros sáv látható.

## Életmódja
A talajon keresgéli magvakból, bogyókból és rügyekből álló táplálékát.

## Szaporodása
Fák odvaiban vagy sziklarésekben fészkelnek. Fészakalja 4-9 tojásból áll, melyen 19-21 napig kotlik. A fiókák kirepülési ideje, még 5 hét.

## Külső hivatkozások
- Képek az interneten a fajról
- Ibc.lynxeds.com - videók a fajról